# Peter Skinner
Peter Skinner (født 1. juni 1959) er siden 1999 britisk medlem af Europa-Parlamentet, valgt for Labour Party (indgår i parlamentsgruppen S&D).